# Kristina Ståhl
Kristina Ståhl, född 1963, är en svensk jurist. Sedan 2008 är hon justitieråd i Högsta förvaltningsdomstolen.
Kristina Ståhl blev jur.kand. vid Uppsala universitet 1988 och juris doktor vid samma lärosäte 1996, då hon disputerade på avhandlingen Aktiebeskattning och fria kapitalrörelser. Hennes forskningsområden har varit EU-skatterätt och företagsbeskattning. Hon var professor i finansrätt vid Uppsala universitet 2005–2007. Kristina Ståhl utnämndes 2007 av regeringen till regeringsråd (numera justitieråd) i Högsta förvaltningsdomstolen. Under tre månader 2018 tjänstgjorde Ståhl i Högsta domstolen genom ett försök med korsvis tjänstgöring. Justierådet Kerstin Calissendorff tjänstgjorde samtidigt i Högsta förvaltningsdomstolen.
Ståhl var ersättare i Revisorsnämndens tillsynsnämnd 2009–2014, huvudman för Stiftelsen Konung Gustaf V:s 80-årsfond 2012–2015, vice ordförande i Granskningsnämnden för radio och TV 2012–2018 och ledamot av Finansinspektionens styrelse 2014–2015. Sedan 2012 är hon ordförande i Polismyndighetens etiska råd och sedan 2019 ledamot i Swedsecs disciplinnämnd. Hon har vidare deltagit i statliga utredningar på skatteområdet, som expert i SINK-utredningen 2001–2003 och i Företagsskatteutredningen 2004–2005, sakkunnig i Företagsskattekommittén 2011–2014 och särskild utredare i utredningen Revisorer och revision - nya EU-regler 2014–2015. Hon var ledamot av Skatteutvalget i Norge 2013–2014.
Ståhl har även varit ledamot av Skatterättsnämnden och FAR/Skattenytts forskningsstiftelse samt suppleant i styrelsen för Riksbankens Jubileumsfond och Nordiska skattevetenskapliga forskningsrådet. Hon är också landredaktör för tidskriften Intertax.